# Corydoras habrosus
Corydoras habrosus är en fiskart som beskrevs av Weitzman, 1960. Corydoras habrosus ingår i släktet Corydoras och familjen Callichthyidae. Inga underarter finns listade i Catalogue of Life.